# زنان در ارمنستان
از زمان تأسیس جمهوری ارمنستان در سال ۱۹۹۱ به‌طور رسمی حضور زنان در ارمنستان (به ارمنی: Կանայք Հայաստանում) تضمین شده‌اند. این امر باعث شده‌است تا زنان به‌طور فعال در همه حوزه‌های زندگی ارمنیان شرکت کنند. زنان ارمنی در عرصه‌های سرگرمی، سیاست و سایر زمینه‌ها به برجستگی رسیده‌اند.

## کار و تجارت

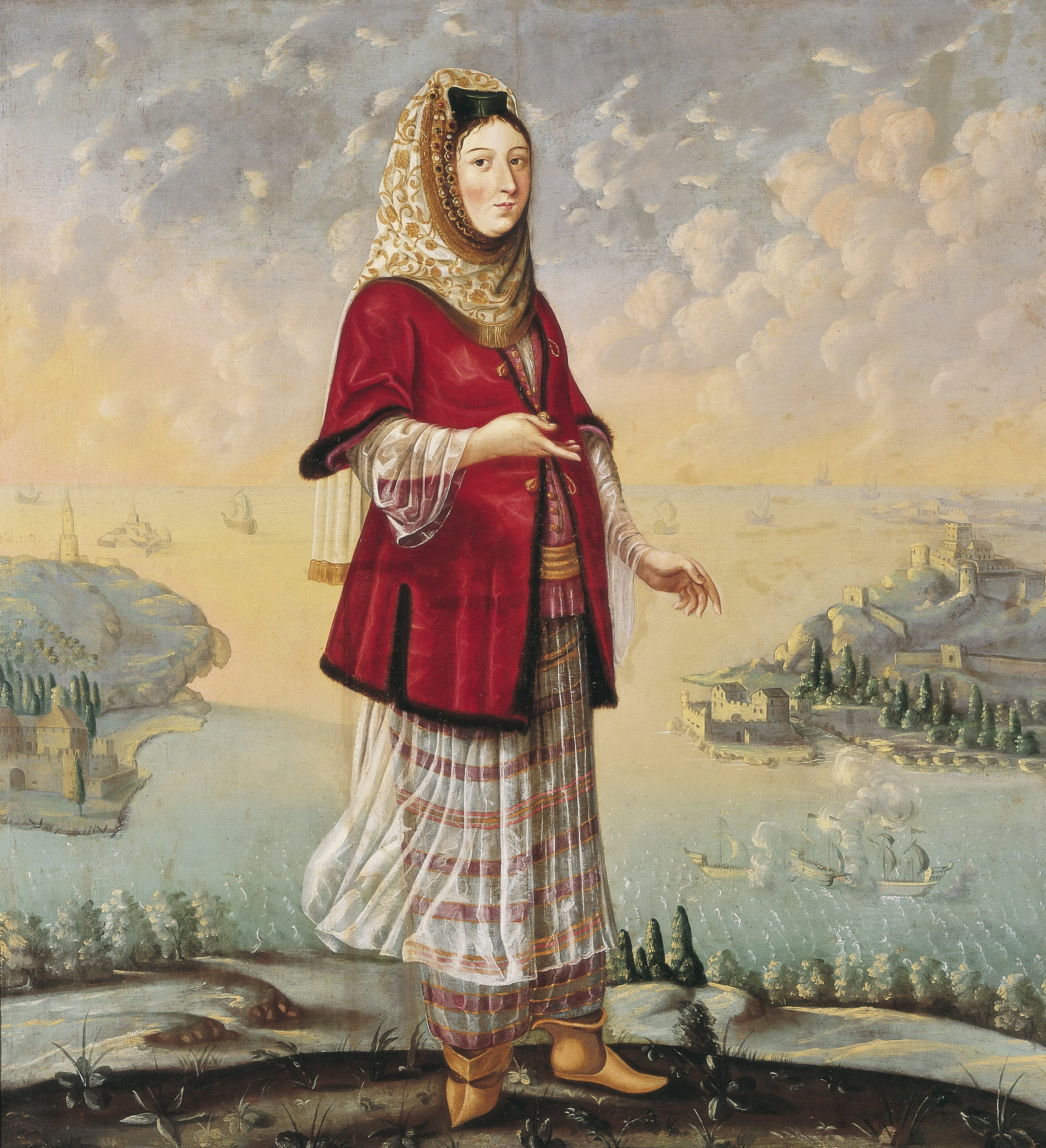
نقاشی یک زن ارمنی (حدود سال ۱۶۸۲)

مطابق نظرسنجی تجاری en:Grant Thornton International، ۲۹٪ سال ۲۰۱۱ از سمت‌های مدیریتی سطح بالا در ارمنستان در سال ۲۰۱۰ توسط زنان اشغال شده بود. با این حال، این رقم در سال ۲۰۱۱ به ۲۳ درصد کاهش یافت. براساس گزارشی از سازمان ملل متحد، در سال ۲۰۱۱ تعداد ۲۴ شهردار زن و رهبر جامعه در ارمنستان وجود داشته‌است. ۵۰ زن دیگر مقامات اداری سطح پایین‌تری داشتند.

## بهداشت و رفاه
در سال ۲۰۱۰ و ۲۰۱۱، در طول ماه زنان (Women's Month) و به عنوان بخشی از برنامه خیرخواهانه «برای شما، زنان»، مرکز پزشکی مریم مقدس در ایروان پایتخت خدمات زنان و زایمان و جراحی رایگان به مدت یک ماه به زنان ارمنستان ارائه می‌داد.

## ادبیات
قدیمی‌ترین بیان ادبی توسط زنان ارمنی که امروز به صورت مکتوب در دسترس ما است، اشعار دو زن قرن هشتم قبل از میلاد، خسروی‌دخت از گغتن و ساهاکدوخت اهل سیونیک است. . پس از رنسانس ادبی ارمنی قرن نوزدهم و گسترش فرصت‌های تحصیلی برای زنان، تعدادی دیگر از نویسندگان ظهور کردند که در میان آنها نویسنده فمینیستی قرن نوزدهم، سربوهی دیوساب، نخستین رمان‌نویس زن ارمنی را در نظر گرفت. او، مانند نویسنده معاصر خود، زابل سیبیل آساتور، عموماً با کنستانتینوپل و سنت ادبیات ارمنستان غربی در ارتباط است. زابل یسایان، همچنین متولد کنستانتینوپل، با اقامت در ارمنستان شوروی در سال ۱۹۳۳، فاصله ای بین ادبیات ارمنی شرقی ایجاد کرد. رنسانس ادبی و صدای اعتراض همراه آن، نمایندگان خود را در شرق با شاعر شوشانیک کورقینیان (۱۹۲۷–۱۸۷۶) آلکساندراپول (گیومری فعلی) داشت.
سیلوا کاپوتیکیان و مارو مارکاریان احتمالاً شناخته شده‌ترین شاعران زن جمهوری ارمنستان قرن بیستم هستند و سنت گفتار سیاسی را از طریق شعر ادامه دادند.

## زنان ارمنی سرشناس
ملکه و شاهزاده
- آشخن، همسر تیرداد سوم ارمنستان
- زابل، ملکه ارمنستان، ملکه پادشاهی ارمنی کیلیکیه (۱۲۱۹–۱۲۱۹)

زنان مدرن ارمنی
- زابل یسایان (۱۹۷۸–۱۸۷۸)، رمان‌نویس، مترجم
- سیلوا کاپوتیکیان (۲۰۰۶–۱۹۱۹)، یکی از مشهورترین نویسندگان ارمنی قرن بیستم[۱۰]
- گوهار گاسپاریان (۲۰۰۷–۲۰۰۷)، خواننده اپرا
- لوسینه زاکاریان (۱۹۳۷–۱۹۹۹)، سوپرانو
- گالیا نوونتس (۲۰۱۲–۱۳۹۲)، بازیگر صحنه و فیلم
- هاسمیک پاپیان (متولد ۱۹۶۱)، سوپرانو
- زاروهی پوستانجیان (متولد ۱۹۷۲)، سیاستمدار، فعال، عضو پارلمان
- نازیک آودالیان (متولد ۱۹۸۶)، وزنه‌بردار، قهرمان جهان
- سیوزانا کنتیکیان (زاده ۱۹۸۷)، بوکسور حرفه ای، قهرمان سابق وزن جهان
- ایوتا موکوچیان (متولد ۱۹۸۶)، خواننده ترانه‌سرا، مدل و بازیگر زن

## سقط جنین انتخابی
به دلیل هنجارهای اجتماعی زن سالارانه که در نظر داشتن فرزند دختر بهتر از داشتن فرزند پسر است، سقط جنین بر پایه جنسیت به عنوان یک مشکل در کشور گزارش شده‌است. با این وجود، به دلیل مهاجرت شدید به شکل " فرار مغز "، جایی که مردان جوان ارمنی در جستجوی کار به خارج از کشور می‌روند، زنان جوان بیشتری نسبت به مردان در این کشور وجود دارند، به ویژه در بین افراد ۲۰ ساله: زنان ۵۵٫۸٪ از جمعیت ۱۵–۲۹ ساله را تشکیل می‌دهند